# Survivor Series 2018
Survivor Series 2018 è stata la trentaduesima edizione dell'omonimo evento in pay-per-view prodotto annualmente dalla WWE. L'evento si è svolto il 18 novembre 2018 allo Staples Center di Los Angeles (California).

## Storyline
Come accaduto nella precedente edizione, il tema principale di Survivor Series è lo scontro tra i due roster (Raw e SmackDown). Ogni campione del roster di Raw affronterà la rispettiva controparte del roster di SmackDown (ad eccezione del Cruiserweight Champion): l'Universal Champion affronterà il WWE Champion, l'Intercontinental Champion affronterà lo United States Champion, la Raw Women's Champion affronterà la SmackDown Women's Champion ed i Raw Tag Team Champions affronteranno gli SmackDown Tag Team Champions. Entrambi i roster si affronteranno inoltre in due 5-on-5 Traditional Survivor Series Elimination match, uno maschile ed uno femminile.
Il 28 ottobre, a Evolution, Ronda Rousey ha difeso con successo il Raw Women's Championship contro Nikki Bella; mentre Becky Lynch ha sconfitto Charlotte Flair in un Last Woman Standing match mantenendo così lo SmackDown Women's Championship. La sera seguente, a Raw, è stato annunciato un match tra Ronda e Becky per Survivor Series. Nella puntata di Raw del 12 novembre, però, Becky ha subito un infortunio all'occhio sinistro (legit) e il suo posto nel match contro Ronda è stato preso da Charlotte Flair.
Il 2 novembre, a Crown Jewel, AJ Styles ha difeso con successo il WWE Championship contro Samoa Joe; mentre Brock Lesnar ha sconfitto Braun Strowman conquistando così il vacante Universal Championship per la seconda volta. In seguito è stato annunciato che Lesnar e Styles si affronteranno a Survivor Series. Nella puntata di SmackDown del 13 novembre, però, Daniel Bryan ha sconfitto Styles strappandogli il WWE Championship; per questo motivo sarà Bryan ad affrontare Lesnar a Survivor Series.
Durante il Kickoff di Crown Jewel, Shinsuke Nakamura ha difeso con successo lo United States Championship contro Rusev. In seguito è stato annunciato un match tra Nakamura e l'Intercontinental Champion Seth Rollins per Survivor Series.
Nella puntata di Raw del 5 novembre il general manager Baron Corbin ha nominato i primi tre membri del Team Raw maschile per Survivor Series: Dolph Ziggler, Drew McIntyre e Braun Strowman. Corbin si è in seguito auto-nominato capitano della propria squadra ribadendo che, però, non farà fisicamente parte del match. La sera stessa Kurt Angle si è ribellato alla scelta di Corbin dichiarando di volerlo sostituire come capitano del Team Raw e, dato ciò, lo stesso Corbin ha annunciato un match tra Angle e McIntyre in cui se Angle avesse vinto sarebbe diventato il capitano del Team Raw; tuttavia Angle è stato poi sconfitto da McIntyre. Nella puntata di SmackDown del 6 novembre il Commissioner Shane McMahon e la General Manager Paige hanno annunciato che The Miz e Daniel Bryan saranno i primi due membri del Team SmackDown maschile per Survivor Series; Shane e Paige hanno inoltre nominato Miz e Bryan co-capitani del Team SmackDown lasciando dunque a loro il compito di selezionare i restanti membri della squadra. The Miz ha in seguito aggiunto lo stesso Shane McMahon al Team SmackDown, mentre Bryan ha scelto Rey Mysterio (il quale ha sconfitto Andrade "Cien" Almas la sera stessa). Più tardi, in serata, Samoa Joe (scelto da Miz) ha sconfitto Jeff Hardy (scelto da Bryan) ottenendo così l'ultimo posto disponibile nel Team SmackDown. Nella puntata di Raw del 12 novembre la Commissioner Stephanie McMahon ha aggiunto Finn Bálor (il quale ha sconfitto Ziggler la sera stessa) al Team Raw; mentre più tardi, in serata, Bobby Lashley ha sconfitto Elias per count out ottenendo così l'ultimo posto disponibile all'interno del Team Raw. Nella puntata di SmackDown del 13 novembre Paige ha rimosso Bryan dal Team SmackDown e The Miz ha dunque sostituito quest'ultimo con Jeff Hardy. La sera stessa Mysterio ha sconfitto The Miz, conservando così il suo posto nel Team SmackDown.
Nella puntata di Raw del 5 novembre il General Manager Baron Corbin ha nominato Alexa Bliss come capitano del Team Raw femminile; tuttavia la Bliss non prenderà fisicamente parte al match per via di un infortunio. Nella puntata di SmackDown del 6 novembre la General Manager Paige ha annunciato che Asuka, Carmella, Naomi, Charlotte Flair e Sonya Deville saranno le cinque donne che andranno a formare il Team SmackDown femminile per Survivor Series. Nella puntata di Raw del 12 novembre la Bliss ha annunciato che Mickie James, Natalya, Nia Jax e Tamina faranno parte del Team Raw, mentre l'ultimo posto andrà alla vincitrice del match tra Sasha Banks e Bayley; tuttavia tale incontro è terminato in no contest. In seguito la Bliss ha dunque annunciato che l'ultimo posto disponibile nel Team Raw sarà di Ruby Riott. Nella puntata di SmackDown del 13 novembre Charlotte Flair ha lasciato libero il suo posto all'interno del Team SmackDown per sostituire la SmackDown Women's Champion Becky Lynch nel match di Survivor Series contro la WWE Raw Women's Champion Ronda Rousey; tuttavia, data la notizia, la quinta donna che prenderà il posto di Charlotte nel Team SmackDown non è stata ancora annunciata. All'evento, Mandy Rose si è rivelata essere la sostituta di Charlotte nel Team SmackDown; mentre Sasha Banks e Bayley sono entrate a far parte del Team Raw in sostituzione di Natalya e Ruby Riott.
Il 2 novembre, a Crown Jewel, i The Bar hanno difeso con successo lo SmackDown Tag Team Championship contro il New Day (Big E e Kofi Kingston); mentre nella puntata di Raw del 5 novembre gli AOP hanno sconfitto il solo Seth Rollins in un 2-on-1 Handicap match conquistando così il Raw Tag Team Championship. In seguito è stato annunciato un match tra gli AOP e i The Bar per Survivor Series.
Nella puntata di SmackDown del 6 novembre è stato annunciato un 10-on-10 Traditional Survivor Series Elimination match tra cinque tag team di Raw e cinque tag team di SmackDown per Survivor Series. La sera stessa gli Usos hanno sconfitto il New Day (Big E e Kofi Kingston) ottenendo così la nomina di capitani del Team SmackDown e la possibilità di selezionare le altre coppie da aggiungere alla propria squadra; al termine dell'incontro gli Usos hanno annunciato che proprio il New Day è la loro prima scelta per il Team SmackDown. Nella puntata di Raw del 12 novembre sono stati annunciati i cinque tag team che andranno a comporre il Team Raw per Survivor Series: Bobby Roode e Chad Gable, gli Ascension, il B-Team, il Lucha House Party e i Revival; la sera stessa Roode e Gable hanno vinto una Tag Team Battle Royal, ottenendo così la nomina di capitani del Team Raw. Nella puntata di SmackDown del 13 novembre gli Usos hanno aggiunto i SAnitY, Luke Gallows e Karl Anderson e i Colóns al Team SmackDown.
Il 6 ottobre, a Super Show-Down, Buddy Murphy ha sconfitto Cedric Alexander conquistando così il Cruiserweight Championship. Nella puntata di 205 Live del 31 ottobre Mustafa Ali ha sconfitto Tony Nese ottenendo la nomina di contendente n°1 al titolo di Murphy. In seguito è stato annunciato un match per il titolo tra Murphy e Ali per Survivor Series.

## Risultati
| #       | Incontri | Stipulazioni                                           | Durata |
| ------- | --- | ------------------------------------------------------ | ------ |
| Kickoff | Team SmackDown (Primo Colón, Epico Colón, Luke Gallows e Karl Anderson, Big E, Xavier Woods, Eric Young, Killian Dain) e Jimmy e Jey Uso) (con Alexander Wolfe e Kofi Kingston) ha sconfitto Team Raw (Konnor, Viktor, Bo Dallas, Curtis Axel), Bobby Roode e Chad Gable, Gran Metalik/Kalisto, Lince Dorado, Dash Wilder e Scott Dawson) | 10-on-10 Traditional Survivor Series Elimination match | 22:20  |
| 1       | Team Raw (Bayley, Mickie James, Nia Jax, Sasha Banks e Tamina) (con Alexa Bliss) ha sconfitto Team SmackDown (Asuka, Carmella, Mandy Rose, Naomi e Sonya Deville) | 5-on-5 Traditional Survivor Series Elimination match   | 18:50  |
| 2       | Seth Rollins (Intercontinental Champion) ha sconfitto Shinsuke Nakamura (United States Champion) | Single match                                           | 21:50  |
| 3       | The Authors of Pain (Raw Tag Team Champions) (con Drake Maverick) hanno sconfitto The Bar (SmackDown Tag Team Champions) (con Big Show) | Tag Team match                                         | 09:00  |
| 4       | Buddy Murphy (c) ha sconfitto Mustafa Ali | Single match per il WWE Cruiserweight Championship     | 12:20  |
| 5       | Team Raw (Bobby Lashley, Braun Strowman, Dolph Ziggler, Drew McIntyre e Finn Bálor) (con Baron Corbin e Lio Rush) ha sconfitto Team SmackDown (Jeff Hardy, The Miz, Rey Mysterio, Samoa Joe e Shane McMahon) | 5-on-5 Traditional Survivor Series Elimination match   | 24:00  |
| 6       | Ronda Rousey ha sconfitto Charlotte Flair per squalifica | Single match                                           | 14:40  |
| 7       | Brock Lesnar (Universal Champion) (con Paul Heyman) ha sconfitto Daniel Bryan (WWE Champion) | Single match                                           | 18:50  |

### Survivor Series Elimination match
Il rosso indica le superstar di Raw, il blu indica le superstar di SmackDown
| 1              | The Colóns                                              | The Revival                  |                |                |
| 2              | The B-Team                                              | Luke Gallows e Karl Anderson |                |                |
| 3              | SAnitY (Eric Young e Killian Dain)                      | Bobby Roode e Chad Gable     |                |                |
| 4              | The Ascension                                           | The New Day                  |                |                |
| 5              | Luke Gallows e Karl Anderson                            | Lucha House Party            |                |                |
| 6              | Lucha House Party (Gran Metalik/Kalisto e Lince Dorado) | The Usos                     |                |                |
| 7              | Bobby Roode e Chad Gable                                | The New Day                  |                |                |
| 8              | The New Day (Big E e Xavier Woods)                      | The Revival                  |                |                |
| 9              | The Revival                                             | The Usos                     |                |                |
| Sopravvissuti: | Team SmackDown                                          | Team SmackDown               | Team SmackDown | Team SmackDown |

Il rosso indica le superstar di Raw, il blu indica le superstar di SmackDown
| 1              | Naomi         | Tamina      |          |          |
| 2              | Tamina        | Carmella    |          |          |
| 3              | Mickie James  | Mandy Rose  |          |          |
| 4              | Carmella      | Bayley      |          |          |
| 5              | Mandy Rose    | Sasha Banks |          |          |
| 6              | Bayley        | Count-out   |          |          |
| 7              | Sonya Deville | Count-out   |          |          |
| 8              | Sasha Banks   | Asuka       |          |          |
| 9              | Asuka         | Nia Jax     |          |          |
| Sopravvissuta: | Team Raw      | Team Raw    | Team Raw | Team Raw |

| 1              | Samoa Joe     | Drew McIntyre  |          |          |
| 2              | Finn Bálor    | Rey Mysterio   |          |          |
| 3              | Dolph Ziggler | Shane McMahon  |          |          |
| 4              | Jeff Hardy    | Braun Strowman |          |          |
| 5              | Rey Mysterio  | Braun Strowman |          |          |
| 6              | The Miz       | Braun Strowman |          |          |
| 7              | Shane McMahon | Braun Strowman |          |          |
| Sopravvissuti: | Team Raw      | Team Raw       | Team Raw | Team Raw |